# Europamästerskapet i basket för herrar 2011
Europamästerskapet i basket för herrar 2011 spelades i Litauen och var den 37:e turneringen sedan starten 1935, och andra gången som turneringen avgjordes i Litauen (första gången var 1939). Turneringen spelades mellan den 31 augusti och 18 september 2011 och för första gången deltog 24 lag. Turneringen var samtidigt kval till den olympiska turneringen 2012 i London, dit de två bästa länderna kvalificerade sig. Hade Storbritannien kommit bland de två bästa hade bronsmedaljörerna också kvalificerat sig dit, men eftersom britterna åkte ur redan efter första gruppspelet blev det bara de två finallagen, Spanien och Frankrike, som kvalificerade sig. Lag tre till sex i Europamästerskapet får en ny chans att kvala in till den olympiska turneringen genom ett extrakval under 2012. Spanien blev Europamästare för andra gången efter finalseger mot Frankrike med 98-85, medan Ryssland vann bronset efter 72-68 mot Makedonien.

## Kvalificerade länder

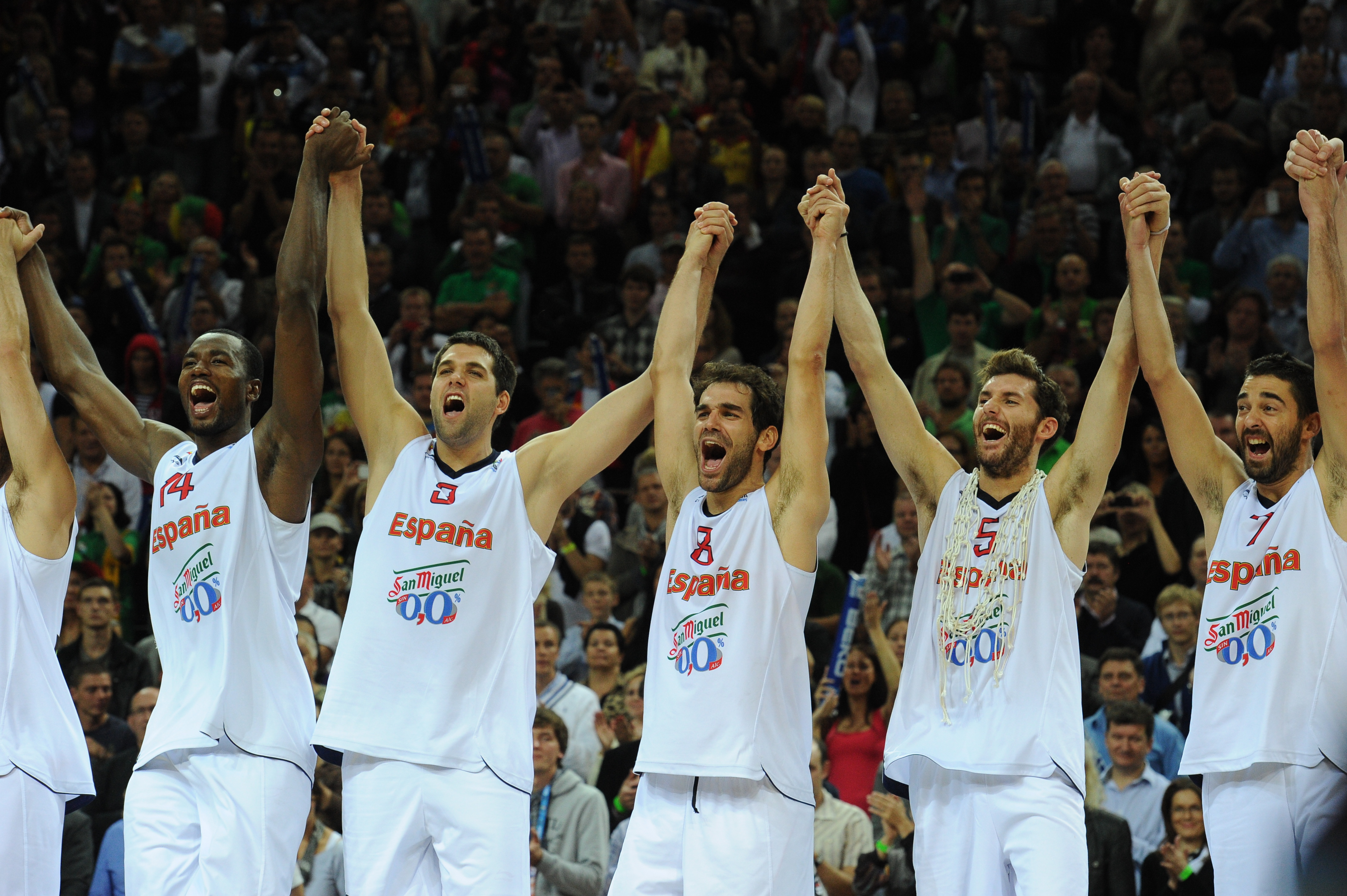
Spanien jublar efter sin finalseger.

Av de 24 deltagande länderna var Litauen direktkvalificerade som arrangör. Förutom Litauen kvalificerade sig nio lag från världsmästerskapet 2010 i Turkiet. Tolv lag gick till Europamästerskapet via kvalspel under augusti 2010, samt de två sista via ett extrakval i augusti 2011.
| - Litauen (som arrangör) - Frankrike (från Basket-VM 2010) - Grekland (från Basket-VM 2010) - Kroatien (från Basket-VM 2010) - Ryssland (från Basket-VM 2010) - Serbien (från Basket-VM 2010) - Slovenien (från Basket-VM 2010) - Spanien (från Basket-VM 2010) - Turkiet (från Basket-VM 2010) - Tyskland (från Basket-VM 2010) - Belgien (från kvalspel 2010) - Bosnien & Hercegovina (från kvalspel 2010) | - Bulgarien (från kvalspel 2010) - Georgien (från kvalspel 2010) - Israel (från kvalspel 2010) - Italien (från kvalspel 2010) - Lettland (från kvalspel 2010) - Makedonien (från kvalspel 2010) - Montenegro (från kvalspel 2010) - Polen (från kvalspel 2010) - Storbritannien (från kvalspel 2010) - Ukraina (från kvalspel 2010) - Finland (från extrakval 2011) - Portugal (från extrakval 2011) |

## Lottningen
Lottningsceremonin hölls den 30 januari 2011 i Lietuvos Nacionalinis Dramos Teatras i Vilnius, där de 24 deltagande länderna var indelade i sex grupper med fyra nationer i varje.
| Pott 1                                     | Pott 2                                      | Pott 3                                      | Pott 4                                            | Pott 5                                                | Pott 6                                    |
| ------------------------------------------ | ------------------------------------------- | ------------------------------------------- | ------------------------------------------------- | ----------------------------------------------------- | ----------------------------------------- |
| - Grekland - Serbien - Slovenien - Spanien | - Frankrike - Kroatien - Ryssland - Turkiet | - Belgien - Litauen - Montenegro - Tyskland | - Georgien - Israel - Makedonien - Storbritannien | - Bosnien & Hercegovina - Bulgarien - Italien - Polen | - Finland - Lettland - Portugal - Ukraina |

### Gruppindelning
Efter att lottningen är avklarad spelar följande länder i grupperna:
| Grupp A                                                           | Grupp B                                                        | Grupp C                                                                           | Grupp D                                                           |
| ----------------------------------------------------------------- | -------------------------------------------------------------- | --------------------------------------------------------------------------------- | ----------------------------------------------------------------- |
| - Spanien - Turkiet - Litauen - Storbritannien - Polen - Portugal | - Serbien - Frankrike - Tyskland - Israel - Italien - Lettland | - Grekland - Kroatien - Montenegro - Makedonien - Bosnien & Hercegovina - Finland | - Slovenien - Ryssland - Belgien - Georgien - Bulgarien - Ukraina |

## Spelorter
| Läge      | Stad      | Arena          | Kapacitet | Öppnad     |
| --------- | --------- | -------------- | --------- | ---------- |
| Kaunas    | Kaunas    | Žalgirio Arena | ca 17.000 | 2011       |
| Vilnius   | Vilnius   | Siemens Arena  | 11.000    | 2004       |
| Šiauliai  | Šiauliai  | Šiauliai Arena | 5.700     | 2007       |
| Panevėžys | Panevėžys | Cido Arena     | 5.656     | 2008       |
| Alytus    | Alytus    | Alytus Arena   | 5.500     | 1981, 2011 |
| Klaipėda  | Klaipėda  | Švyturio Arena | 5.486     | 2011       |

## Första gruppspelet

### Spelsystem
De 24 lagen som är med i EM spelar i fyra grupper om sex lag i varje där alla lagen möter alla en gång i sin grupp, de matcherna spelades mellan den 31 augusti och 5 september 2011. Därefter går sen de tre bästa lagen i varje grupp vidare till andra gruppspelet, medan de tre sista lagen i varje grupp har spelat färdigt. I andra gruppspelet spelar lagen från Grupp A och Grupp B tillsammans i Grupp E och lagen från Grupp C och Grupp D spelar tillsammans i Grupp F. Till det andra gruppspelet tar lagen med sig matchresultaten mot lagen i sin grupp från första gruppspelet och spelar enbart mot de tre lagen från den andra gruppen i första gruppspelet, dessa matcher spelas mellan den 7 och 12 september 2011. Från andra gruppspelet går sen de fyra bästa lagen i varje grupp till kvartsfinalspelet, medan de två sista lagen i varje grupp har spelet färdigt. De fyra lagen som sen förlorar i kvartsfinalerna spelar om platserna fem till åtta, samtliga slutspels- och placeringsmatcher spelas mellan den 14 och 18 september 2011.
Seger i en match ger två poäng och förlust ger en poäng, oavsett om matchen avgörs efter ordinarie tid (4x10 min) eller efter förlängning (5 min).
|  | Laget vidare till andra gruppspelet |
|  | Laget är utslaget                   |

### Grupp A
| Plats                                                            | Nation         | Spelade | Vinster | Förluster | Mål       | Målskillnad | Poäng |
| ---------------------------------------------------------------- | -------------- | ------- | ------- | --------- | --------- | ----------- | ----- |
| 1                                                                | Spanien        | 5       | 4       | 1         | 404 – 364 | +40         | 9     |
| 2                                                                | Litauen        | 5       | 4       | 1         | 429 – 374 | +55         | 9     |
| 3                                                                | Turkiet        | 5       | 3       | 2         | 385 – 333 | +52         | 8     |
| 4                                                                | Storbritannien | 5       | 2       | 3         | 372 – 410 | -38         | 7     |
| 5                                                                | Polen          | 5       | 2       | 3         | 401 – 424 | -23         | 7     |
| 6                                                                | Portugal       | 5       | 0       | 5         | 344 – 430 | -86         | 5     |
| Inbördes möten avgör placering när två lag hamnar på samma poäng |                |         |         |           |           |             |       |

| Onsdag 31 augusti 2011 kl 14:15 (CET) | Spanien                                                                             | 83 – 78 (22-15, 22-16, 17-21, 22-26) Matchrapport | Polen                                                                                              | Cido Arena, Panevėžys Publik: 1.500 |
| Onsdag 31 augusti 2011 kl 14:15 (CET) | P. Gasol 29, Navarro 23, M. Gasol 16, Ibaka 7, Fernandez 4, San Emeterio 3, Reyes 1 |                                                   | Koszarek 19, Kelati 18, Hrycaniuk 12, Szewczyk 10, Leonczyk 6, Szczotka 6, Skibniewski 4, Pamula 3 | Cido Arena, Panevėžys Publik: 1.500 |

| Onsdag 31 augusti 2011 kl 16:45 (CET) | Turkiet | 79 – 56 (15-9, 24-18, 25-11, 15-18) Matchrapport | Portugal | Cido Arena, Panevėžys Publik: 1.800 |
| Onsdag 31 augusti 2011 kl 16:45 (CET) | Kanter 14, Türkoglu 14, Onan 10, Preldzic 9, Akyol 8, Ilyasova 6, Savas 5, Arslan 4, Asik 4, Tunçeri 2, Türkyilmaz 2, Güler 1 |                                                  | Evora 12, Da Silva 9, Miranda 8, Andrade 5, Santos 5, Tavares 5, Fonseca 4, Minhava 3, Silva 3, Goncalves 2 | Cido Arena, Panevėžys Publik: 1.800 |

| Onsdag 31 augusti 2011 kl 20:00 (CET) | Litauen | 80 – 69 (19-18, 30-21, 5-18, 26-12) Matchrapport | Storbritannien                                          | Cido Arena, Panevėžys Publik: 6.900 |
| Onsdag 31 augusti 2011 kl 20:00 (CET) | Kaukenas 16, Jasikevicius 13, Lavrinovic 12, Jasaitis 11, Kalnietis 7 Pocius 6, Songaila 5, Javtokas 4, Petravicius 4, Jankunas 2 |                                                  | Deng 25, Clark 15, Freeland 14, Reinking 13, Sullivan 2 | Cido Arena, Panevėžys Publik: 6.900 |

| Torsdag 1 september 2011 kl 14:15 (CET) | Portugal | 73 – 87 (16-26, 20-27, 16-24, 21-10) Matchrapport | Spanien | Cido Arena, Panevėžys Publik: 1.000 |
| Torsdag 1 september 2011 kl 14:15 (CET) | Tavares 17, Miranda 13, Andrade 11, Santos 9, Evora 6, Goncalves 6, Fonseca 4, Costa 3, Da Silva 2, Minhava 2 |                                                   | P. Gasol 20, Navarro 17, M. Gasol 10, Reyes 10, Fernandez 9, Calderón 7, Rubio 5, Ibaka 4, Llull 2, Sada 2, San Emeterio 1 | Cido Arena, Panevėžys Publik: 1.000 |

| Torsdag 1 september 2011 kl 16:45 (CET) | Storbritannien                                                                                          | 61 – 90 (10-22, 16-22, 17-20, 18-26) Matchrapport | Turkiet | Cido Arena, Panevėžys Publik: 1.100 |
| Torsdag 1 september 2011 kl 16:45 (CET) | Deng 22, Johnson 10, Freeland 7, Reinking 6, Boateng 4, van Oostrum 4, Lenzly 3, Sullivan 3, Adegboye 2 |                                                   | Preldzic 15, Onan 14, Savas 12, Kanter 11, Asik 7, Türkoglu 7, Akyol 6, Arslan 5, Tunçeri 5, Ilyasova 4, Güler 2, Türkyilmaz 2 | Cido Arena, Panevėžys Publik: 1.100 |

| Torsdag 1 september 2011 kl 20:00 (CET) | Polen | 77 – 97 (20-25, 18-28, 14-23, 25-21) Matchrapport | Litauen | Cido Arena, Panevėžys Publik: 6.900 |
| Torsdag 1 september 2011 kl 20:00 (CET) | Kelati 16, Berisha 10, Szewczyk 10, Lapeta 8, Koszarek 6, Pamula 6, Wisniewski 6, Hrycaniuk 5, Leonczyk 4, Skibniewski 4, Szczotka 2 |                                                   | Kalnietis 19, Songaila 14, Kaukenas 11, Pocius 10, Jasaitis 8, Jasikevicius 8, Delininkaitis 7, Valanciunas 7, Jankunas 6, Lavrinovic 6, Javtokas 1 | Cido Arena, Panevėžys Publik: 6.900 |

| Fredag 2 september 2011 kl 14:15 (CET) | Spanien | 86 – 69 (19-16, 19-16, 22-13, 26-24) Matchrapport | Storbritannien                                                                                    | Cido Arena, Panevėžys Publik: 1.300 |
| Fredag 2 september 2011 kl 14:15 (CET) | P. Gasol 21, M. Gasol 18, Fernandez 11, Reyes 10, Ibaka 8, Claver 4, Rubio 4, Llull 3, Navarro 3, Calderón 2, San Emeterio 2 |                                                   | Deng 17, Clark 14, Reinking 9, Adegboye 8, Johnson 8, Sullivan 5, Freeland 4, Boateng 2, Lenzly 2 | Cido Arena, Panevėžys Publik: 1.300 |

| Fredag 2 september 2011 kl 16:45 (CET) | Portugal                                                                                          | 73 – 81 (13-10, 23-19, 13-20, 24-32) Matchrapport | Polen | Cido Arena, Panevėžys Publik: 1.500 |
| Fredag 2 september 2011 kl 16:45 (CET) | Costa 13, Tavares 13, Da Silva 12, Santos 12, Miranda 9, Andrade 8, Evora 2, Fonseca 2, Minhava 2 |                                                   | Koszarek 18, Berisha 16, Szewczyk 13, Leonczyk 11, Hrycaniuk 8, Kelati 8, Skibniewski 4, Lapeta 2, Szczotka 1 | Cido Arena, Panevėžys Publik: 1.500 |

| Fredag 2 september 2011 kl 20:00 (CET) | Turkiet                                                                                       | 68 – 75 (17-19, 18-13, 14-19, 19-24) Matchrapport | Litauen | Cido Arena, Panevėžys Publik: 6.900 |
| Fredag 2 september 2011 kl 20:00 (CET) | Ilyasova 20, Asik 11, Onan 10, Türkoglu 9, Preldzic 7, Kanter 5, Arslan 2, Savas 2, Tunçeri 2 |                                                   | Songaila 12, Jasaitis 11, Kaukenas 11, Kalnietis 9, Pocius 9, Jankunas 7, Jasikevicius 7, Petravicius 5, Javtokas 4 | Cido Arena, Panevėžys Publik: 6.900 |

| Söndag 4 september 2011 kl 14:15 (CET) | Storbritannien                                                                                      | 85 – 73 (16-16, 28-18, 15-11, 26-28) Matchrapport | Portugal                                                          | Cido Arena, Panevėžys Publik: 900 |
| Söndag 4 september 2011 kl 14:15 (CET) | Deng 31, Lenzly 17, Reinking 9, Johnson 7, Adegboye 6, Clark 5, Freeland 4, Archibald 3, Lawrence 3 |                                                   | Andrade 24, Minhava 18, Miranda 10, Santos 9, Evora 8, Da Silva 4 | Cido Arena, Panevėžys Publik: 900 |

| Söndag 4 september 2011 kl 16:45 (CET) | Polen | 84 – 83 (17-14, 22-21, 22-27, 23-21) Matchrapport | Turkiet                                                                                        | Cido Arena, Panevėžys Publik: 1.300 |
| Söndag 4 september 2011 kl 16:45 (CET) | Berisha 21, Hrycaniuk 15, Szewczyk 12, Kelati 11, Skibniewski 9, Koszarek 7, Leonczyk 4, Pamula 3, Lapeta 2 |                                                   | Kanter 19, Ilyasova 14, Türkoglu 13, Preldzic 11, Onan 9, Tunçeri 6, Savas 5, Asik 4, Arslan 2 | Cido Arena, Panevėžys Publik: 1.300 |

| Söndag 4 september 2011 kl 20:00 (CET) | Litauen | 79 – 91 (12-31, 24-31, 23-19, 20-10) Matchrapport | Spanien                                                                                   | Cido Arena, Panevėžys Publik: 7.000 |
| Söndag 4 september 2011 kl 20:00 (CET) | Valanciunas 13, Kaukenas 11, Pocius 11, Jankunas 8, Javtokas 7, Kalnietis 7, Jasaitis 6, Jasikevicius 6, Songaila 4, Delininkaitis 3, Lavrinovic 3 |                                                   | Navarro 22, p. Gasol 17, Ibaka 15, Calderón 12, Fernandez 8, M. Gasol 8, Llull 5, Reyes 4 | Cido Arena, Panevėžys Publik: 7.000 |

| Måndag 5 september 2011 kl 14:15 (CET) | Storbritannien                                                                          | 88 – 81 (18-17, 21-14, 16-25, 33-25) Matchrapport | Polen                                                                               | Cido Arena, Panevėžys Publik: 800 |
| Måndag 5 september 2011 kl 14:15 (CET) | Deng 28, Freeland 27, Reinking 9, Clark 7, Lenzly 7, Archibald 6, Adegboye 2, Johnson 2 |                                                   | Berisha 19, Hrycaniuk 15, Koszarek 15, Kelati 14, Szewczyk 10, Leonczyk 6, Lapeta 2 | Cido Arena, Panevėžys Publik: 800 |

| Måndag 5 september 2011 kl 16:45 (CET) | Spanien                                                             | 57 – 65 (19-10, 19-25, 17-14, 2-16) Matchrapport | Turkiet                                                                    | Cido Arena, Panevėžys Publik: 3.500 |
| Måndag 5 september 2011 kl 16:45 (CET) | M. Gasol 12, Fernandez 11, Reyes 11, Ibaka 9, Navarro 9, Calderón 5 |                                                  | Preldzic 18, Asik 12, Türkoglu 12, Arslan 10, Ilyasova 6, Onan 5, Kanter 2 | Cido Arena, Panevėžys Publik: 3.500 |

| Måndag 5 september 2011 kl 20:00 (CET) | Portugal                                                                                             | 69 – 98 (16-28,19-13, 15-27, 19-30) Matchrapport | Litauen | Cido Arena, Panevėžys Publik: 5.684 |
| Måndag 5 september 2011 kl 20:00 (CET) | Andrade 16, Tavares 14, Da Silva 10, Santos 9, Evora 8, Miranda 5, Fonseca 3, Goncalves 2, Minhava 2 |                                                  | Jasikevicius 14, Pocius 14, Kaukenas 13, Jasaitis 12, Kalnietis 10, Lavrinovic 8, Valanciunas 8, Jankunas 6, Songaila 6, Delininkaitis 4, Javtokas 3 | Cido Arena, Panevėžys Publik: 5.684 |

### Grupp B
| Plats | Nation    | Spelade | Vinster | Förluster | Mål       | Målskillnad | Poäng |
| ----- | --------- | ------- | ------- | --------- | --------- | ----------- | ----- |
| 1     | Frankrike | 5       | 5       | 0         | 438 – 391 | +47         | 10    |
| 2     | Serbien   | 5       | 4       | 1         | 432 – 386 | +46         | 9     |
| 3     | Tyskland  | 5       | 3       | 2         | 377 – 357 | +20         | 8     |
| 4     | Israel    | 5       | 2       | 3         | 399 – 448 | -49         | 7     |
| 5     | Italien   | 5       | 1       | 4         | 380 – 405 | -25         | 6     |
| 6     | Lettland  | 5       | 0       | 5         | 385 – 424 | -39         | 5     |

| Onsdag 31 augusti 2011 kl 14:15 (CET) | Serbien | 80 – 68 (10-18, 25-11, 22-24, 23-15) Matchrapport | Italien                                                                                            | Šiauliai Arena, Šiauliai Publik: 2.200 |
| Onsdag 31 augusti 2011 kl 14:15 (CET) | Teodosić 15, Tepić 15, Mačvan 14, Krstić 8, Keselj 7, Perović 6, Rasić 5, Savanović 5, Bjelica 3, Marković 2 |                                                   | Bargnani 22, Gallinari 15, Belinelli 9, Mancinelli 8, Hackett 7, Mordente 3, Carraretto 2, Cusin 2 | Šiauliai Arena, Šiauliai Publik: 2.200 |

| Onsdag 31 augusti 2011 kl 16:45 (CET) | Frankrike                                                                                         | 89 – 78 (18-25, 22-16, 23-18, 26-19) Matchrapport | Lettland                                                                                                | Šiauliai Arena, Šiauliai Publik: 2.400 |
| Onsdag 31 augusti 2011 kl 16:45 (CET) | Parker 31, Diaw 14, Gelabale 11, Batum 10, Noah 10, De Colo 4, Tchicamboud 4, Pietrus 3, Traore 2 |                                                   | Blums 32, Freimanis 11, Davis Bertans 9, Meiers 8, Kuksiks 6, Strelnieks 6, Dairis Bertans 3, Berzins 3 | Šiauliai Arena, Šiauliai Publik: 2.400 |

| Onsdag 31 augusti 2011 kl 20:00 (CET) | Tyskland | 91 – 64 (15-14, 25-12, 25-17, 26-21) Matchrapport | Israel                                                                                  | Šiauliai Arena, Šiauliai Publik: 2.600 |
| Onsdag 31 augusti 2011 kl 20:00 (CET) | Nowitzki 25, Kaman 18, Benzing 12, Schaffartzik 10, Schwethhelm 9, Herber 8, Ohlbrecht 6, Staiger 2, Jagla 1 |                                                   | Pnini 20, Eliyahu 11, Halperin 7, Naimy 7, Blu 6, Burstein 5, Green 3, Kadir 3, Mekel 2 | Šiauliai Arena, Šiauliai Publik: 2.600 |

| Torsdag 1 september 2011 kl 14:15 (CET) | Lettland | 77 – 92 (7-23, 26-15, 25-32, 19-22) Matchrapport | Serbien | Šiauliai Arena, Šiauliai Publik: 1.300 |
| Torsdag 1 september 2011 kl 14:15 (CET) | Freimanis 19, Kuksiks 16, Blums 15, Strelnieks 12, Dairis Bertans 10, Davis Bertans 2, Meiers 2, Jurevicus 1 |                                                  | Krstić 23, Savanović 19, Paunić 10, Perović 9, Teodosić 9, Keselj 5, Tepić 5, Mačvan 4, Rasić 4, Bjelica 2, Marković 2 | Šiauliai Arena, Šiauliai Publik: 1.300 |

| Torsdag 1 september 2011 kl 16:45 (CET) | Israel                                                                                    | 68 – 85 (14-24, 21-18, 13-22, 20-21) Matchrapport | Frankrike                                                                                                  | Šiauliai Arena, Šiauliai Publik: 2.100 |
| Torsdag 1 september 2011 kl 16:45 (CET) | Eliyahu 15, Halperin 15, Blu 14, Mekel 9, Kadir 4, Burstein 3, Green 3, Pnini 3, Nissim 2 |                                                   | Parker 21, Batum 15, Gelabale 13, Noah 9, Traore 8, Diaw 6, Seraphin 5, De Colo 3, Kahudi 3, Tchicamboud 2 | Šiauliai Arena, Šiauliai Publik: 2.100 |

| Torsdag 1 september 2011 kl 20:00 (CET) | Italien                                                                               | 62 – 76 (18-16, 12-20, 15-10, 17-30) Matchrapport | Tyskland                                                                                | Šiauliai Arena, Šiauliai Publik: 2.200 |
| Torsdag 1 september 2011 kl 20:00 (CET) | Gallinari 17, Belinelli 15, Mancinelli 11, Bargnani 8, Hackett 5, Mordente 4, Cusin 2 |                                                   | Nowitzki 21, Kaman 17, Benzing 14, Schaffartzik 11, Herber 6, Ohlbrecht 4, Schwethelm 3 | Šiauliai Arena, Šiauliai Publik: 2.200 |

| Fredag 2 september 2011 kl 14:15 (CET) | Serbien | 89 – 80 (22-25, 13-16, 23-23, 31-16) Matchrapport | Israel                                                       | Šiauliai Arena, Šiauliai Publik: 1.400 |
| Fredag 2 september 2011 kl 14:15 (CET) | Savanović 24, Krstić 18, Keselj 15, Mačvan 7, Teodosić 6, Marković 5, Rasić 5, Tepić 4, Perović 3, Bjelica 2 |                                                   | Halperin 18, Blu 16, Nissim 16, Eliyahu 14, Pnini 9, Kadir 7 | Šiauliai Arena, Šiauliai Publik: 1.400 |

| Fredag 2 september 2011 kl 16:45 (CET) | Lettland | 62 – 71 (21-18,12-13, 20-24, 9-16) Matchrapport | Italien                                                                                             | Šiauliai Arena, Šiauliai Publik: 2.100 |
| Fredag 2 september 2011 kl 16:45 (CET) | Kuksiks 19, Selakovs 10, Dairis Bertans 8, Daris Bertans 5, Berzins 5, Meiers 5, Blums 4, Freimanis 4, Strelnieks 2 |                                                 | Bargnani 36, Belinelli 11, Mancinelli 8, Gallinari 7, Mordente 3, Carraretto 2, Datome 2, Hackett 2 | Šiauliai Arena, Šiauliai Publik: 2.100 |

| Fredag 2 september 2011 kl 20:00 (CET) | Frankrike                                                                                    | 76 – 65 (12-16, 17-12, 29-12, 18-25) Matchrapport | Tyskland                                                                                                  | Šiauliai Arena, Šiauliai Publik: 2.300 |
| Fredag 2 september 2011 kl 20:00 (CET) | Parker 32, Batum 14, Gelabale 10, Noah 8, Traore 4, De Colo 2, Diaw 2, Pietrus 2, Seraphin 2 |                                                   | Nowitzki 20, Schaffartzik 12, Kaman 8, Hamann 7, Schwethelm 7, Staiger 6, Benzing 3, Jagla 1, Ohlbrecht 1 | Šiauliai Arena, Šiauliai Publik: 2.300 |

| Söndag 4 september 2011 kl 14:15 (CET) | Israel                                                                                             | 91 – 88 (23-22, 24-23, 19-22, 25-21) Matchrapport | Lettland | Šiauliai Arena, Šiauliai Publik: 2.400 |
| Söndag 4 september 2011 kl 14:15 (CET) | Eliyahu 26, Pnini 12, Blu 11, Halperin 9, Naimy 9, Mekel 7, Ohayon 7, Kadir 5, Burstein 3, Green 2 |                                                   | Blums 27, Selakovs 14, Kuksiks 12, Strelnieks 8, Dairis Bertans 7, Davis Bertans 7, Meiers 5, Freimanis 4, Berzins 2, Jurevicus 2 | Šiauliai Arena, Šiauliai Publik: 2.400 |

| Söndag 4 september 2011 kl 16:45 (CET) | Italien                                                                                     | 84 – 91 (23-20, 25-21, 19-19, 17-31) Matchrapport | Frankrike                                                                                                  | Šiauliai Arena, Šiauliai Publik: 3.200 |
| Söndag 4 september 2011 kl 16:45 (CET) | Bargnani 22, Belinelli 19, Gallinari 18, Hackett 10, Carraretto 7, Mancinello 4, Mordente 4 |                                                   | Diaw 21, Batum 20, Traore 11, Noah 10, Gelabale 8, Parker 8, De Colo 4, Pietrus 4, Tchicamboud 3, Albicy 2 | Šiauliai Arena, Šiauliai Publik: 3.200 |

| Söndag 4 september 2011 kl 20:00 (CET) | Tyskland                                                               | 64 – 75 (10-17, 18-21, 13-19, 23-18) Matchrapport | Serbien                                                                                           | Šiauliai Arena, Šiauliai Publik: 3.400 |
| Söndag 4 september 2011 kl 20:00 (CET) | Nowitzki 25, Schaffartzik 11, Hamann 10, Kaman 10, Benzing 5, Herber 3 |                                                   | Savanović 18, Krstić 15, Teodosić 12, Tepić 8, Keselj 6, Mačvan 5, Rasić 5, Perović 4, Marković 2 | Šiauliai Arena, Šiauliai Publik: 3.400 |

| Måndag 5 september 2011 kl 14:15 (CET) | Israel                                                                                    | 96 – 95 (27-26, 22-15, 30-19, 5-24) (Förlängning: 12-11) Matchrapport | Italien                                                                                               | Šiauliai Arena, Šiauliai Publik: 2.000 |
| Måndag 5 september 2011 kl 14:15 (CET) | Pnini 22, Blu 17, Eliyahu 16, Halperin 10, Kadir 10, Green 7, Nissim 7, Ohayon 4, Mekel 3 |                                                                       | Bargnani 26, Gallinari 19, Mancinelli 16, Hackett 15, Belinelli 6, Cinciarini 5, Mordente 5, Datome 3 | Šiauliai Arena, Šiauliai Publik: 2.000 |

| Måndag 5 september 2011 kl 16:45 (CET) | Lettland                                                                                                   | 80 – 81 (14-15, 19-18, 15-23, 32-25) Matchrapport | Tyskland | Šiauliai Arena, Šiauliai Publik: 4.000 |
| Måndag 5 september 2011 kl 16:45 (CET) | Kuksiks 27, Dairis Bertans 15, Freimanis 13, Meiers 11, Davis Bertans 5, Selakovs 5, Blums 2, Strelnieks 2 |                                                   | Benzing 11, Kaman 11, Nowitzki 11, Pleiß 11, Schaffartzki 11, Staiger 8, Schultze 6, Hamann 4, Schwethelm 4, Herber 2, Jagla 2 | Šiauliai Arena, Šiauliai Publik: 4.000 |

| Måndag 5 september 2011 kl 20:00 (CET) | Serbien | 96 – 97 (25-24, 16-19, 23-19, 16-18) (Förlängning: 16-17) Matchrapport | Frankrike                                                                 | Šiauliai Arena, Šiauliai Publik: 4.000 |
| Måndag 5 september 2011 kl 20:00 (CET) | Keselj 25, Krstic 22, Rasic 11, Teodosic 11, Savanovic 10, Mavan 6, Perovic 4, Markovic 3, Bjelica 2, Tepic 2 |                                                                        | Parker 24, Batum 18, Diaw 15, Noah 14, Gelabale 11, Seraphin 11, Kahudi 4 | Šiauliai Arena, Šiauliai Publik: 4.000 |

### Grupp C
| Plats | Nation                | Spelade | Vinster | Förluster | Mål       | Målskillnad | Poäng |
| --- | --------------------- | ------- | ------- | --------- | --------- | ----------- | ----- |
| 1 | Makedonien            | 5       | 4       | 1         | 362 – 337 | +25         | 9     |
| 2 | Grekland              | 5       | 4       | 1         | 360 – 324 | +26         | 9     |
| 3 | Finland               | 5       | 2       | 3         | 373 – 366 | +7          | 7     |
| 4 | Kroatien              | 5       | 2       | 3         | 396 – 404 | -8          | 7     |
| 5 | Bosnien & Hercegovina | 5       | 2       | 3         | 380 – 409 | -29         | 7     |
| 6 | Montenegro            | 5       | 1       | 4         | 357 – 388 | -31         | 6     |
| Inbördes möten avgör placering när två eller tre lag hamnar på samma poäng Kroatien besegrade Finland med 84-79 (+5 poäng), Finland besegrade Bosnien med 92-64 (+28 poäng) och Bosnien besegrade Kroatien med 92-80 (+12 poäng), vilket gjorde att Finland fick +23, Kroatien -7 och Bosnien -16 i inbördes möten och Finland gick därmed vidare |                       |         |         |           |           |             |       |

| Onsdag 31 augusti 2011 kl 14:30 (CET) | Montenegro                                                                          | 70 – 65 (15-14, 10-16, 24-19, 12-12) (Förlängning: 9-4) Matchrapport | Makedonien                                                                                                   | Alytus Arena, Alytus Publik: 700 |
| Onsdag 31 augusti 2011 kl 14:30 (CET) | Dašić 20, Dragicević 12, Peković 9, Cook 8, Vucević 7, Bakić 6, Jeretin 6, Vraneš 2 |                                                                      | McCalebb 17, Antić 11, Chekovski 8, Ilievski 8, V. Stojanovski 7, Samardziski 5, Sokolov 5, D. Stojanovski 4 | Alytus Arena, Alytus Publik: 700 |

| Onsdag 31 augusti 2011 kl 17:00 (CET) | Grekland | 76 – 67 (15-17, 16-17, 24-15, 21-18) Matchrapport | Bosnien & Hercegovina                                                                              | Alytus Arena, Alytus Publik: 800 |
| Onsdag 31 augusti 2011 kl 17:00 (CET) | Calathes 13, Zisis 13, Bourousis 12, Bramos 10, Koufos 10, Fotsis 9, Papanikolaou 5, Kaimakoglou 2, Xanthopoulos 2 |                                                   | Kikanović 15, Gordić 12, Bajramović 9, Vasiljević 9, Dedović 8, Domercant 7, Teletović 6, Bavcić 1 | Alytus Arena, Alytus Publik: 800 |

| Onsdag 31 augusti 2011 kl 20:00 (CET) | Kroatien                                                                                          | 84 – 79 (25-26, 16-17, 19-13, 24-23) Matchrapport | Finland                                                                                                  | Alytus Arena, Alytus Publik: 800 |
| Onsdag 31 augusti 2011 kl 20:00 (CET) | Bogdanović 27, Tomić 14, Popović 12, Markota 11, Andrić 6, Zorić 5, Simon 4, Stipcević 3, Tomas 2 |                                                   | Koponen 14, Salin 13, Huff 11, Rannikko 10, Lee 7, Muurinen 7, Koivisto 6, Kotti 6, Möttölä 3, Nikkilä 2 | Alytus Arena, Alytus Publik: 800 |

| Torsdag 1 september 2011 kl 14:30 (CET) | Bosnien & Hercegovina                                                                               | 94 – 86 (25-19, 23-22, 19-27, 27-18) Matchrapport | Montenegro                                                                                   | Alytus Arena, Alytus Publik: 500 |
| Torsdag 1 september 2011 kl 14:30 (CET) | Teletović 23, Dedović 19, Gordić 14, Ikonić 9, Kikanović 9, Vasiljević 9, Domercant 6, Bajramović 5 |                                                   | Cook 16, Peković 16, Dašić 14, Dragicević 13, Jeretin 12, Bjelica 6, Vucević 6, Scepanović 3 | Alytus Arena, Alytus Publik: 500 |

| Torsdag 1 september 2011 kl 17:00 (CET) | Finland                                                                                                | 61 – 81 (14-20, 18-21, 12-16, 17-24) Matchrapport | Grekland | Alytus Arena, Alytus Publik: 700 |
| Torsdag 1 september 2011 kl 17:00 (CET) | Koponen 21, Lee 13, Salin 6, Virtanen 6, Huff 5, Möttölä 5, Muurinen 2, Kotti 1, Nikkilä 1, Rannikko 1 |                                                   | Bourousis 19, Zisis 14, Bramos 9, Fotsis 9, Koufos 7, Calathes 6, Kaimakoglou 6, Vasileiadis 5, Mavroeidis 2, Papanikolaou 2, Sloukas 2 | Alytus Arena, Alytus Publik: 700 |

| Torsdag 1 september 2011 kl 20:00 (CET) | Makedonien | 78 – 76 (21-18, 16-23, 23-21, 18-14) Matchrapport | Kroatien                                                                                                 | Alytus Arena, Alytus Publik: 800 |
| Torsdag 1 september 2011 kl 20:00 (CET) | McCalebb 19, Ilievski 18, Antić 15, Gechevski 10, Samardziski 8, V. Stojanovski 5, D. Stojanovski 2, Chekovski 1 |                                                   | Draper 13, Markota 12, Bogdanović 11, Simon 10, Tomić 10, Zorić 7, Tomas 5, Barać 4, Popović 3, Andrić 1 | Alytus Arena, Alytus Publik: 800 |

| Lördag 3 september 2011 kl 14:30 (CET) | Finland                                                                                                   | 92 – 64 (24-20, 18-18, 34-18, 16-8) Matchrapport | Bosnien & Hercegovina                                                                                           | Alytus Arena, Alytus Publik: 1.600 |
| Lördag 3 september 2011 kl 14:30 (CET) | Koivisto 17, Koponen 14, Lee 12, Kotti 10, Möttölä 10, Salin 9, Huff 7, Rannikko 7, Muurinen 4, Nikkilä 2 |                                                  | Domercant 25, Bajramović 11, Ikonić 8, Kikanović 7, Teletović 6, Dedović 2, Milosević 2, Vasiljević 2, Bavcić 1 | Alytus Arena, Alytus Publik: 1.600 |

| Lördag 3 september 2011 kl 17:00 (CET) | Grekland | 58 – 72 (18-16, 11-14, 18-20, 11-22) Matchrapport | Makedonien                                                                                        | Alytus Arena, Alytus Publik: 2.200 |
| Lördag 3 september 2011 kl 17:00 (CET) | Fotsis 16, Bourousis 10, Zisis 9, Calathes 7, Kaimakoglou 6, Koufos 3, Vasileiadis 3, Zanthopoulos 2, Mavroeidis 1, Papanikolaou 1 |                                                   | McCalebb 27, Antić 12, Chekovski 11, Gechevski 11, Ilievski 6, D. Stojanovski 3, V. Stojanovski 2 | Alytus Arena, Alytus Publik: 2.200 |

| Lördag 3 september 2011 kl 20:00 (CET) | Kroatien                                                                            | 87 – 81 (24-16, 22-26, 21-18, 20-21) Matchrapport | Montenegro                                                                                 | Alytus Arena, Alytus Publik: 2.400 |
| Lördag 3 september 2011 kl 20:00 (CET) | Tomić 26, Popović 23, Draper 9, Simon 9, Markota 8, Bogdanović 6, Andrić 3, Zorić 3 |                                                   | Jeretin 18, Dragicević 17, Dašić 12, Bjelica 9, Peković 9, Scepanović 7, Cook 5, Vucević 4 | Alytus Arena, Alytus Publik: 2.400 |

| Söndag 4 september 2011 kl 14:30 (CET) | Makedonien                                                                                               | 72 – 70 (20-21, 18-19, 16-18, 18-12) Matchrapport | Finland                                                                                      | Alytus Arena, Alytus Publik: 1.400 |
| Söndag 4 september 2011 kl 14:30 (CET) | McCalebb 18, V. Stojanovski 16, Antić 14, Gechevski 8, Sokolov 6, Chekovski 4, Samardziski 4, Ilievski 2 |                                                   | Koivisto 11, Koponen 11, Lee 10, Kotti 9, Möttölä 8, Salin 8, Huff 6, Muurinen 6, Rannikko 1 | Alytus Arena, Alytus Publik: 1.400 |

| Söndag 4 september 2011 kl 17:00 (CET) | Montenegro                                                                                          | 55 – 71 (18-21, 13-11, 10-26, 14-13) Matchrapport | Grekland | Alytus Arena, Alytus Publik: 1.800 |
| Söndag 4 september 2011 kl 17:00 (CET) | Peković 15, Bjelica 8, Jeretin 7, Borisov 6, Scepanović 5, Cook 4, Dragicević 4, Vecević 4, Dašić 2 |                                                   | Koufos 19, Fotsis 14, Calathes 12, Vasileiadis 11, Bramos 4, Zisis 4, Papanikolaou 3, Bourousis 2, Zanthopoulos 2 | Alytus Arena, Alytus Publik: 1.800 |

| Söndag 4 september 2011 kl 20:00 (CET) | Bosnien & Hercegovina                                                                                | 92 – 80 (28-28, 15-8, 21-23, 28-21) Matchrapport | Kroatien                                                                                           | Alytus Arena, Alytus Publik: 1.900 |
| Söndag 4 september 2011 kl 20:00 (CET) | Teletović 26, Domercant 23, Bajramović 12, Ikonić 10, Dedović 9, Bavcić 7, Vasiljević 3, Kikanović 2 |                                                  | Tomić 23, Bogdanović 16, Simon 11, Popović 10, Draper 8, Zorić 6, Markota 4, Andrić 1, Stipcević 1 | Alytus Arena, Alytus Publik: 1.900 |

| Måndag 5 september 2011 kl 14:30 (CET) | Finland                                                                                                  | 71 – 65 (25-14, 11-26, 21-14, 14-11) Matchrapport | Montenegro                                                                                           | Alytus Arena, Alytus Publik: 1.350 |
| Måndag 5 september 2011 kl 14:30 (CET) | Lee 12, Kotti 11, Koponen 10, Virtanen 9, Salin 8, Huff 6, Koivisto 6, Muurinen 5, Nikkilä 2, Rannikko 2 |                                                   | Peković 16, Borisiv 14, Jeretin 9, Bjelica 7, Dragicević 7, Cook 4, Vucević 4, Dašić 2, Mihailović 2 | Alytus Arena, Alytus Publik: 1.350 |

| Måndag 5 september 2011 kl 17:00 (CET) | Grekland                                                                                        | 74 – 69 (25-13, 19-14, 14-18, 16-24) Matchrapport | Kroatien                                                                                         | Alytus Arena, Alytus Publik: 1.200 |
| Måndag 5 september 2011 kl 17:00 (CET) | Fotsis 17, Vasileiadis 17, Bourousis 11, Calathes 9, Zisis 9, Koufos 7, Bramos 2, Kaimakoglou 2 |                                                   | Barać 14, Popović 14, Simon 11, Tomić 10, Andrić 9, Bogdanović 4, Draper 3, Stipcević 2, Zorić 2 | Alytus Arena, Alytus Publik: 1.200 |

| Måndag 5 september 2011 kl 20:00 (CET) | Makedonien | 75 – 63 (16-17, 19-21, 18-9, 22-16) Matchrapport | Bosnien & Hercegovina                                                                              | Alytus Arena, Alytus Publik: 600 |
| Måndag 5 september 2011 kl 20:00 (CET) | McCalebb 22, Antić 15, Gechevski 13, Chekovski 7, Ilievski 7, D. Stojanovski 5, V. Stojanovski 4, Samardziski 2 |                                                  | Dedović 15, Bajramović 12, Vasiljević 9, Teletović 8, Domercant 5, Ikonić 5, Kikanović 5, Gordić 4 | Alytus Arena, Alytus Publik: 600 |

### Grupp D
| Plats | Nation    | Spelade | Vinster | Förluster | Mål       | Målskillnad | Poäng |
| --- | --------- | ------- | ------- | --------- | --------- | ----------- | ----- |
| 1 | Ryssland  | 5       | 5       | 0         | 371 – 321 | +50         | 10    |
| 2 | Slovenien | 5       | 4       | 1         | 356 – 324 | +32         | 9     |
| 3 | Georgien  | 5       | 2       | 3         | 352 – 343 | +9          | 7     |
| 4 | Bulgarien | 5       | 2       | 3         | 339 – 357 | –18         | 7     |
| 5 | Ukraina   | 5       | 2       | 3         | 322 – 327 | –5          | 7     |
| 6 | Belgien   | 5       | 0       | 5         | 304 – 372 | –68         | 5     |
| Inbördes möten avgör placering när tre lag hamnar på samma poäng Ukraina besegrade Bulgarien med 67-56 (+9 poäng), Georgien besegrade Ukraina med 69-53 (+16 poäng) och Bulgarien besegrade Georgien med 79-69 (+10 poäng), vilket gjorde att Georgien fick +6, Bulgarien +1 och Ukraina -7 i inbördes möten och Georgien gick därmed vidare |           |         |         |           |           |             |       |

| Onsdag 31 augusti 2011 kl 14:30 (CET) | Belgien                                                                                     | 59 – 81 (11-20, 13-17, 18-21, 17-23) Matchrapport | Georgien | Švyturio Arena, Klaipėda Publik: 1.800 |
| Onsdag 31 augusti 2011 kl 14:30 (CET) | Beghin 13, Mbenga 12, Lauwers 8, Faison 7, Moors 7, Muya 6, van den Spiegel 4, Tabu-Eboma 2 |                                                   | Patjulia 16, Sanikidze 13, Sjengelia 13, V. Boisa 10, Tsintsadze 8, Sjermadini 7, Markoisjvili 5, Haynes 4, A. Boisa 2, Tskitisjvili 2, Gamqrelidze 1 | Švyturio Arena, Klaipėda Publik: 1.800 |

| Onsdag 31 augusti 2011 kl 17:00 (CET) | Slovenien                                                                                          | 67 – 59 (17-13, 12-12, 18-15, 20-19) Matchrapport | Bulgarien                                                                                        | Švyturio Arena, Klaipėda Publik: 1.300 |
| Onsdag 31 augusti 2011 kl 17:00 (CET) | Lorbek 18, G. Dragić 13, Z. Dragić 12, Laković 6, Begić 4, Ozbolt 4, Slokar 4, Jagodnik 3, Udrih 3 |                                                   | Rowland 20, Videnov 14, Kostov 7, D. Ivanov 5, K. Ivanov 5, Varbanov 4, Avramov 2, Z. Georgiev 2 | Švyturio Arena, Klaipėda Publik: 1.300 |

| Onsdag 31 augusti 2011 kl 20:00 (CET) | Ryssland                                                                                                | 73 – 64 (15-11, 13-13, 25-26, 20-14) Matchrapport | Ukraina | Švyturio Arena, Klaipėda Publik: 2.300 |
| Onsdag 31 augusti 2011 kl 20:00 (CET) | Kirilenko 20, Fridzon 12, Shved 10, Bykov 8, Khryapa 8, Vorontsevich 6, Mozgov 4, Ponkrashov 3, Monya 2 |                                                   | Lishchuk 13, Kravtsov 12, Kolchenko 9, Bertt 7, Pecherov 6, Pustozvonov 6, Zabirchenko 5, Kozlov 3, Lukashov 3 | Švyturio Arena, Klaipėda Publik: 2.300 |

| Torsdag 1 september 2011 kl 14:30 (CET) | Bulgarien | 68 – 65 (14-13, 18-20, 24-19, 12-13) Matchrapport | Belgien                                                                               | Švyturio Arena, Klaipėda Publik: 1.000 |
| Torsdag 1 september 2011 kl 14:30 (CET) | Rowland 22, Videnov 17, K. Ivanov 8, Kostov 6, Varbanov 4, A. Georgiev 3, Z. Georgiev 3, D. Ivanov 3, Banev 2 |                                                   | van Rossom 17, Beghin 13, van den Spiegel 12, Moors 9, Tabu-Eboma 8, Faison 3, Muya 3 | Švyturio Arena, Klaipėda Publik: 1.000 |

| Torsdag 1 september 2011 kl 17:00 (CET) | Georgien                                                                                        | 58 – 65 (16-20, 11-20, 18-12, 13-13) Matchrapport | Ryssland                                                                                            | Švyturio Arena, Klaipėda Publik: 2.100 |
| Torsdag 1 september 2011 kl 17:00 (CET) | Markoisjvili 21, Patjulia 11, Sanikidze 10, Haynes 7, Tskitisjvili 4, Sjengelia 3, Tsintsadze 2 |                                                   | Kirilenko 20, Monya 12, Fridzon 9, Shved 7, Mozgov 6, Vorontsevich 5, Antonov 3, Bykov 2, Khryapa 1 | Švyturio Arena, Klaipėda Publik: 2.100 |

| Torsdag 1 september 2011 kl 20:00 (CET) | Ukraina | 64 – 68 (12-18, 8-23, 18-16, 26-11) Matchrapport | Slovenien                                                                                                | Švyturio Arena, Klaipėda Publik: 2.800 |
| Torsdag 1 september 2011 kl 20:00 (CET) | Bertt 14, Fesenko 11, Lishchuk 9, Kolchenko 8, Zabirchenko 6, Lukashov 5, Pustozvonov 5, Lypovyy 3, Pecherov 2, Kravtsov 1 |                                                  | Begić 14, Lorbek 12, Smodis 9, Z. Dragić 7, Udrih 6, G. Dragić 5, Slokar 5, Laković 4, Ozbolt 4, Murić 2 | Švyturio Arena, Klaipėda Publik: 2.800 |

| Lördag 3 september 2011 kl 14:30 (CET) | Ukraina                                                                               | 67 – 56 (16-14, 18-11, 19-13, 14-18) Matchrapport | Bulgarien                                                                         | Švyturio Arena, Klaipėda Publik: 900 |
| Lördag 3 september 2011 kl 14:30 (CET) | Koltjenko 18, Bertt 17, Zabirtjenko 12, Kravtsov 7, Fesenko 5, Lishtjuk 5, Petjerov 3 |                                                   | Kostov 10, Videnov 10, D. Ivanov 9, K. Ivanov 9, Rowland 9, Avramov 5, Varbanov 4 | Švyturio Arena, Klaipėda Publik: 900 |

| Lördag 3 september 2011 kl 17:00 (CET) | Slovenien                                                                                   | 87 – 75 (15-25, 25-15, 19-18, 28-17) Matchrapport | Georgien | Švyturio Arena, Klaipėda Publik: 2.500 |
| Lördag 3 september 2011 kl 17:00 (CET) | Laković 22, Ozbolt 21, Z. Dragić 15, Lorbek 12, Jagodnik 10, Smodis 3, Begić 2, G. Dragić 2 |                                                   | Patjulia 22, Markoisjvili 16, Sanikidze 10, Gamqrelidze 6, Haynes 6, Sjengelia 6, Tsintsadze 5, V. Boisa 3, Tskitisjvili 1 | Švyturio Arena, Klaipėda Publik: 2.500 |

| Lördag 3 september 2011 kl 20:00 (CET) | Ryssland | 79 – 58 (21-16, 16-16, 20-16, 22-10) Matchrapport | Belgien | Švyturio Arena, Klaipėda Publik: 2.900 |
| Lördag 3 september 2011 kl 20:00 (CET) | Fridzon 22, Vorontsevitj 17, Kirilenko 9, Antonov 7, Mozgov 7, Chryapa 6, Bykov 3, Ponkrasjov 3, Sjabalkin 2, Sjved 2, Chvostov 1 |                                                   | Faison 14, Beghin 8, De Zeeuw 8, Mbenga 7, Lauwers 5, Muya 5, van den Spiegel 4, Moors 2, van Rossom 2, Steinbach 2, Tabu-Eboma 1 | Švyturio Arena, Klaipėda Publik: 2.900 |

| Söndag 4 september 2011 kl 14:30 (CET) | Georgien | 69 – 53 (10-17, 20-16, 21-11, 18-9) Matchrapport | Ukraina | Švyturio Arena, Klaipėda Publik: 1.400 |
| Söndag 4 september 2011 kl 14:30 (CET) | Markoisjvili 14, Tsintsadze 14, Sjengelia 12, Sanikidze 8, Haynes 7, Patjulia 6, Sjermadini 4, Tskitisjvili 3, V. Boisa 1 |                                                  | Bertt 11, Petjerov 11, Fesenko 7, Lisjtjuk 7, Lukasjov 5, Pustozvonov 5, Zabirtjenko 3, Koltjenko 2, Kravtsov 2 | Švyturio Arena, Klaipėda Publik: 1.400 |

| Söndag 4 september 2011 kl 17:00 (CET) | Bulgarien | 77 – 89 (18-23, 20-19, 21-25, 18-22) Matchrapport | Ryssland                                                                                             | Švyturio Arena, Klaipėda Publik: 2.100 |
| Söndag 4 september 2011 kl 17:00 (CET) | D. Ivanov 23, Videnov 17, Rowland 14, K. Ivanov 9, Kostov 4, Marinov 4, Avramov 2, Z. Georgiev 2, Varbanov 2 |                                                   | Kirilenko 25, Mozgov 15, Fridzon 13, Khryapa 12, Antonov 7, Shved 7, Monya 6, Bykov 2, Vorotsevich 2 | Švyturio Arena, Klaipėda Publik: 2.100 |

| Söndag 4 september 2011 kl 20:00 (CET) | Belgien                                                                                      | 61 – 70 (15-14, 15-15, 17-21, 14-20) Matchrapport | Slovenien                                                                                                  | Švyturio Arena, Klaipėda Publik: 2.800 |
| Söndag 4 september 2011 kl 20:00 (CET) | van den Spiegel 16, Faison 13, Beghin 9, Lauwers 9, Steinbach 5, Moors 4, De Zeeuw 3, Muya 2 |                                                   | G. Dragic 18, Begic 14, Lorbek 7, Slokar 7, Z. Dragic 6, Jagodnik 5, Lakovic 5, Smodis 4, Muric 2, Udrih 2 | Švyturio Arena, Klaipėda Publik: 2.800 |

| Måndag 5 september 2011 kl 14:30 (CET) | Georgien                                                                                     | 69 – 79 (15-19, 22-15, 18-18, 14-27) Matchrapport | Bulgarien                                                               | Švyturio Arena, Klaipėda Publik: 2.000 |
| Måndag 5 september 2011 kl 14:30 (CET) | Sanikidze 18, Haynes 15, Markoisjvili 13, Patjulia 13, Sjengelia 6, V. Boisa 3, Tsintsadze 1 |                                                   | Rowland 25, K. Ivanov 15, D. Ivanov 12, Avramov 9, Marinov 9, Videnov 9 | Švyturio Arena, Klaipėda Publik: 2.000 |

| Måndag 5 september 2011 kl 17:00 (CET) | Slovenien                                                                                      | 64 – 65 (19-16, 21-18, 15-19, 9-12) Matchrapport | Ryssland | Švyturio Arena, Klaipėda Publik: 4.300 |
| Måndag 5 september 2011 kl 17:00 (CET) | Lorbek 14, Laković 8, Ozbolt 8, Z. Dragić 7, Smodis 7, Begić 6, Murić 5, Slokar 5, G. Dragić 4 |                                                  | Vorotsevich 18, Khryapa 10, Kirilenko 8, Bykov 5, Fridzon 5, Mozgov 5, Shved 5, Antonov 4, Monya 3, Ponkrashnov 2 | Švyturio Arena, Klaipėda Publik: 4.300 |

| Måndag 5 september 2011 kl 20:00 (CET) | Ukraina | 74 – 61 (13-16, 30-10, 13-13, 18-22) Matchrapport | Belgien                                                                               | Švyturio Arena, Klaipėda Publik: 1.300 |
| Måndag 5 september 2011 kl 20:00 (CET) | Pecherov 15, Kravtsov 13, Kolchenko 10, Bertt 9, Lukashov 8, Lypovyy 5, Postozvonov 4, Zabirchenko 4, Fesenko 2, Lishchuk 2, Saltovets 2 |                                                   | van Rossom 17, Lauwers 13, De Zeeuw 10, Mbenga 9, Faison 5, van den Spiegel 5, Muya 2 | Švyturio Arena, Klaipėda Publik: 1.300 |

## Andra gruppspelet
|  | Laget är klart för slutspel |
|  | Laget är utslaget           |

### Grupp E
| Plats                                                            | Nation    | Spelade | Vinster | Förluster | Mål       | Målskillnad | Poäng |
| ---------------------------------------------------------------- | --------- | ------- | ------- | --------- | --------- | ----------- | ----- |
| 1                                                                | Spanien   | 5       | 4       | 1         | 405 – 340 | +65         | 9     |
| 2                                                                | Frankrike | 5       | 4       | 1         | 383 – 388 | -5          | 9     |
| 3                                                                | Litauen   | 5       | 3       | 2         | 405 – 397 | +8          | 8     |
| 4                                                                | Serbien   | 5       | 2       | 3         | 388 – 412 | -24         | 7     |
| 5                                                                | Tyskland  | 5       | 1       | 4         | 345 – 379 | -34         | 6     |
| 6                                                                | Turkiet   | 5       | 1       | 4         | 331 – 341 | -10         | 6     |
| Inbördes möten avgör placering när två lag hamnar på samma poäng |           |         |         |           |           |             |       |

| Onsdag 7 september 2011 kl 14:30 (CET) | Tyskland                                                                            | 68 – 77 (15-16, 18-20, 22-20, 13-21) Matchrapport | Spanien                                                                        | Siemens Arena, Vilnius Publik: 3.500 |
| Onsdag 7 september 2011 kl 14:30 (CET) | Nowitzki 19, Kaman 15, Benzing 10, Hamann 7, Herber 7, Schaffartzik 7, Schwethelm 3 |                                                   | M. Gasol 24, P. Gasol 19, Navarro 14, San Emeterio 12, Fernandez 6, Calderón 2 | Siemens Arena, Vilnius Publik: 3.500 |

| Onsdag 7 september 2011 kl 17:00 (CET) | Turkiet                                                                             | 64 – 68 (14-12, 13-19, 17-26, 20-11) Matchrapport | Frankrike                                                                                  | Siemens Arena, Vilnius Publik: 5.500 |
| Onsdag 7 september 2011 kl 17:00 (CET) | Türkoglu 13, Preldzic 11, Asik 10, Ilyasova 10, Onan 8, Savas 6, Kanter 4, Arslan 2 |                                                   | Parker 20, Batum 13, Kahudi 8, Traore 8, Noah 7, Pietrus 4, Diaw 3, Gelabale 3, Seraphin 2 | Siemens Arena, Vilnius Publik: 5.500 |

| Onsdag 7 september 2011 kl 20:00 (CET) | Serbien | 90 – 100 (24-26, 20-28, 24-24, 22-22) Matchrapport | Litauen | Siemens Arena, Vilnius Publik: 11.000 |
| Onsdag 7 september 2011 kl 20:00 (CET) | Krstić 21, Savanović 16, Teodosić 16, Tepić 12, Mačvan 8, Keselj 6, Perović 4, Rasić 3, Bjelica 2, Marković 2 |                                                    | Kalnietis 19, Valanciunas 18, Jasikevicius 14, Jankunas 13, Pocius 13, Jasaitis 9, Kaukenas 8, Javtokas 4, Songaila 2 | Siemens Arena, Vilnius Publik: 11.000 |

| Fredag 9 september 2011 kl 14:30 (CET) | Spanien | 84 – 59 (23-14, 20-18, 27-17, 14-10) Matchrapport | Serbien | Siemens Arena, Vilnius Publik: 4.000 |
| Fredag 9 september 2011 kl 14:30 (CET) | P. Gasol 26, M. Gasol 20, Navarro 14, Calderón 8, Reyes 4, Claver 2, Fernandez 2, Llull 2, Rubio 2, San Emeterio 2, Ibaka 1, Sada 1 |                                                   | Krstić 12, Savanović 11, Tepić 8, Mačvan 6, Teodosić 6, Perović 5, Bjelica 4, Keselj 3, Paunić 3, Marković 1 | Siemens Arena, Vilnius Publik: 4.000 |

| Fredag 9 september 2011 kl 17:00 (CET) | Tyskland                                                                 | 73 – 67 (6-13, 17-13, 25-20, 25-21) Matchrapport | Turkiet                                                                                      | Siemens Arena, Vilnius Publik: 6.000 |
| Fredag 9 september 2011 kl 17:00 (CET) | Kaman 20, Nowitzki 19, Schwethelm 14, Schaffartzik 10, Hamann 8, Jagla 2 |                                                  | Asik 19, Kanter 11, Türkoglu 9, Preldzic 7, Onan 6, Arslan 5, Ilyasova 4, Savas 3, Tunçeri 3 | Siemens Arena, Vilnius Publik: 6.000 |

| Fredag 9 september 2011 kl 20:00 (CET) | Litauen | 67 – 73 (16-18, 12-16, 18-9, 21-30) Matchrapport | Frankrike                                                                     | Siemens Arena, Vilnius Publik: 11.000 |
| Fredag 9 september 2011 kl 20:00 (CET) | Jasaitis 13, Valanciunas 12, Songaila 9, Jasikevicius 6, Javtokas 6, Pocius 6, Kaukenas 5, Jankunas 4, Kalnietis 4, Lavrinovic 2 |                                                  | De Colo 21, Parker 19, Batum 9, Noah 9, Diaw 4, Pietrus 4, Traore 4, Kahudi 3 | Siemens Arena, Vilnius Publik: 11.000 |

| Söndag 11 september 2011 kl 14:30 (CET) | Serbien                                                                         | 68 – 67 (18-11, 17-16, 21-26, 12-14) Matchrapport | Turkiet                                                                              | Siemens Arena, Vilnius Publik: 3.000 |
| Söndag 11 september 2011 kl 14:30 (CET) | Teodosić 20, Savanović 14, Tepić 12, Krstić 8, Perović 8, Bjelica 3, Marković 3 |                                                   | Kanter 11, Onan 11, Ilyasova 10, Preldzic 8, Tunçeri 8, Türkoglu 8, Arslan 6, Asik 5 | Siemens Arena, Vilnius Publik: 3.000 |

| Söndag 11 september 2011 kl 17:00 (CET) | Frankrike                                                                          | 69 – 96 (22-21, 16-18, 10-29, 21-28) Matchrapport | Spanien | Siemens Arena, Vilnius Publik: 7.000 |
| Söndag 11 september 2011 kl 17:00 (CET) | Seraphin 18, Traore 16, De Colo 10, Batum 9, Albicy 8, Diaw 5, Pietrus 2, Kahudi 1 |                                                   | Navarro 16, Fernandez 15, P. Gasol 11, Ibaka 10, Reyes 10, M. Gasol 9, Llull 9, Claver 8, Sada 4, San Emeterio 4 | Siemens Arena, Vilnius Publik: 7.000 |

| Söndag 11 september 2011 kl 20:00 (CET) | Litauen | 84 – 75 (21-17, 16-16, 21-19, 26-23) Matchrapport | Tyskland                                                         | Siemens Arena, Vilnius Publik: 11.000 |
| Söndag 11 september 2011 kl 20:00 (CET) | Kaukenas 19, Jasikevicius 17, Valanciunas 15, Kalnietis 9, Jasaitis 8, Javtokas 8, Songaila 4, Jankunas 2, Pocius 2 |                                                   | Kaman 25, Benzing 18, Nowitzki 16, Schaffartzik 13, Schwethelm 3 | Siemens Arena, Vilnius Publik: 11.000 |

### Grupp F
| Plats | Nation     | Spelade | Vinster | Förluster | Mål       | Målskillnad | Poäng |
| ----- | ---------- | ------- | ------- | --------- | --------- | ----------- | ----- |
| 1     | Ryssland   | 5       | 5       | 0         | 355 – 310 | +45         | 10    |
| 2     | Makedonien | 5       | 4       | 1         | 338 – 313 | +25         | 9     |
| 3     | Grekland   | 5       | 3       | 2         | 348 – 336 | +12         | 8     |
| 4     | Slovenien  | 5       | 2       | 3         | 337 – 337 | ±0          | 7     |
| 5     | Finland    | 5       | 1       | 4         | 338 – 372 | -34         | 6     |
| 6     | Georgien   | 5       | 0       | 5         | 329 – 377 | -48         | 5     |

| Torsdag 8 september 2011 kl 14:30 (CET) | Georgien | 63 – 65 (12-13, 14-16, 18-25, 19-11) Matchrapport | Makedonien                                                                                                  | Siemens Arena, Vilnius Publik: 3.000 |
| Torsdag 8 september 2011 kl 14:30 (CET) | Tskitisjvili 20, Sanikidze 15, Markoisjvili 8, Sjengelia 7, Haynes 6, Boisa 4, Gamqrelidze 1, Sjermadini 1, Tsintsadze 1 |                                                   | McCalebb 27, Antić 8, V. Stojanovski 8, Ilievski 6, Samardziski 5, Getjevski 4, D. Stojanovski 4, Sokolov 3 | Siemens Arena, Vilnius Publik: 3.000 |

| Torsdag 8 september 2011 kl 17:00 (CET) | Finland                                                                              | 60 – 79 (14-18, 6-15, 18-26, 22-20) Matchrapport | Ryssland | Siemens Arena, Vilnius Publik: 3.000 |
| Torsdag 8 september 2011 kl 17:00 (CET) | Huff 14, Lee 11, Rannikko 11, Koponen 10, Kotti 6, Koivisto 4, Nikkilä 2, Virtanen 2 |                                                  | Kirilenko 14, Sjved 12, Mozgov 11, Vorontsevitj 11, Bykov 8, Chryapa 7, Fridzon 6, Monja 6, Antonov 2, Sjabalkin 2 | Siemens Arena, Vilnius Publik: 3.000 |

| Torsdag 8 september 2011 kl 20:00 (CET) | Slovenien                                                                              | 60 – 69 (13-18, 12-19, 21-7, 14-25) Matchrapport | Grekland | Siemens Arena, Vilnius Publik: 6.000 |
| Torsdag 8 september 2011 kl 20:00 (CET) | Laković 14, Z. Dragić 10, Lorbek 10, G. Dragić 9, Begić 8, Smodis 5, Ozbolt 3, Murić 1 |                                                  | Zisis 19, Bourousis 8, Bramos 7, Calathes 7, Fotsis 7, Koufos 6, Papanikolaou 6, Vasileiadis 5, Kaimakoglou 2, Mavroeidis 2 | Siemens Arena, Vilnius Publik: 6.000 |

| Lördag 10 september 2011 kl 14:30 (CET) | Georgien | 73 – 87 (13-22, 20-14, 19-25, 21-26) Matchrapport | Finland | Siemens Arena, Vilnius Publik: 3.000 |
| Lördag 10 september 2011 kl 14:30 (CET) | Sanikidze 16, Sjermadini 13, Sjengelia 12, Markoisjvili 10, Haynes 8, Gamqrelidze 7, Tskitisjvili 5, A. Boisa 2 |                                                   | Koivisto 14, Koponen 12, Kotti 12, Muurinen 11, Huff 10, Rannikko 10, Salin 7, Lee 5, Nikkilä 4, Mäkäläinen 2 | Siemens Arena, Vilnius Publik: 3.000 |

| Lördag 10 september 2011 kl 17:00 (CET) | Makedonien                                                                                             | 68 – 59 (20-16, 19-15, 15-11, 14-17) Matchrapport | Slovenien                                                                                                 | Siemens Arena, Vilnius Publik: 5.000 |
| Lördag 10 september 2011 kl 17:00 (CET) | McCalebb 19, Ilievski 14, V. Stojanovski 11, Getjevski 8, Tjekovski 7, Samardziski 6, D. Stojanovski 3 |                                                   | G. Dragić 20, Laković 9, Begić 6, Murić 5, Udrih 5, Z. Dragić 4, Lorbek 4, Jagodnik 2, Slokar 2, Smodis 2 | Siemens Arena, Vilnius Publik: 5.000 |

| Lördag 10 september 2011 kl 20:00 (CET) | Grekland | 67 – 83 (16-15, 23-27, 18-23, 10-18) Matchrapport | Ryssland                                                                                                 | Siemens Arena, Vilnius Publik: 5.000 |
| Lördag 10 september 2011 kl 20:00 (CET) | Koufos 15, Fotsis 10, Zisis 10, Bramos 8, Calathes 7, Bourousis 5, Kaimakoglou 5, Mavroeidis 4, Papanikolaou 3 |                                                   | Mozgov 19, Sjved 15, Kirilenko 13, Chryapa 11, Fridzon 6, Monja 6, Vorontsevitj 6, Bykov 4, Ponkrasjov 3 | Siemens Arena, Vilnius Publik: 5.000 |

| Måndag 12 september 2011 kl 14:30 (CET) | Slovenien                                                                               | 67 – 60 (14-12, 28-16, 12-20, 13-12) Matchrapport | Finland                                                                                                | Siemens Arena, Vilnius Publik: 1.000 |
| Måndag 12 september 2011 kl 14:30 (CET) | Lorbek 14, Slokar 13, Laković 11, Z. Dragić 10, Begić 8, G. Dragić 7, Murić 3, Ozbolt 1 |                                                   | Koponen 14, Huff 13, Kotti 7, Lee 7, Rannikko 6, Möttölä 4, Nikkilä 3, Koivisto 2, Muurinen 2, Salin 2 | Siemens Arena, Vilnius Publik: 1.000 |

| Måndag 12 september 2011 kl 17:00 (CET) | Grekland | 73 – 60 (12-13, 20-22, 19-12, 22-13) Matchrapport | Georgien | Siemens Arena, Vilnius Publik: 1.200 |
| Måndag 12 september 2011 kl 17:00 (CET) | Vasileiadis 15, Bourousis 13, Fotsis 10, Calathes 7, Koufos 6, Mavroeidis 6, Zisis 5, Kaimakoglou 4, Papanikolaou 4, Sloukas 3 |                                                   | Haynes 11, Shengelia 11, Shermadini 10, Gamqrelidze 9, Markoishvili 8, Sanikidze 6, Tskitishvili 3, A. Boisa 2 | Siemens Arena, Vilnius Publik: 1.200 |

| Måndag 12 september 2011 kl 20:00 (CET) | Ryssland                                                                                            | 63 – 61 (19-20, 18-14, 14-15, 12-12) Matchrapport | Makedonien                                                                                        | Siemens Arena, Vilnius Publik: 3.500 |
| Måndag 12 september 2011 kl 20:00 (CET) | Shved 14, Fridzon 11, Bykov 8, Monya 8, Mozgov 8, Antonov 4, Khryapa 4, Vorontsevich 4, Kirilenko 2 |                                                   | McCalebb 16, Antić 15, Samardziski 9, Chekovski 6, Ilievski 6, V. Stojanovski 6, D. Stojanovski 3 | Siemens Arena, Vilnius Publik: 3.500 |

## Slutspel

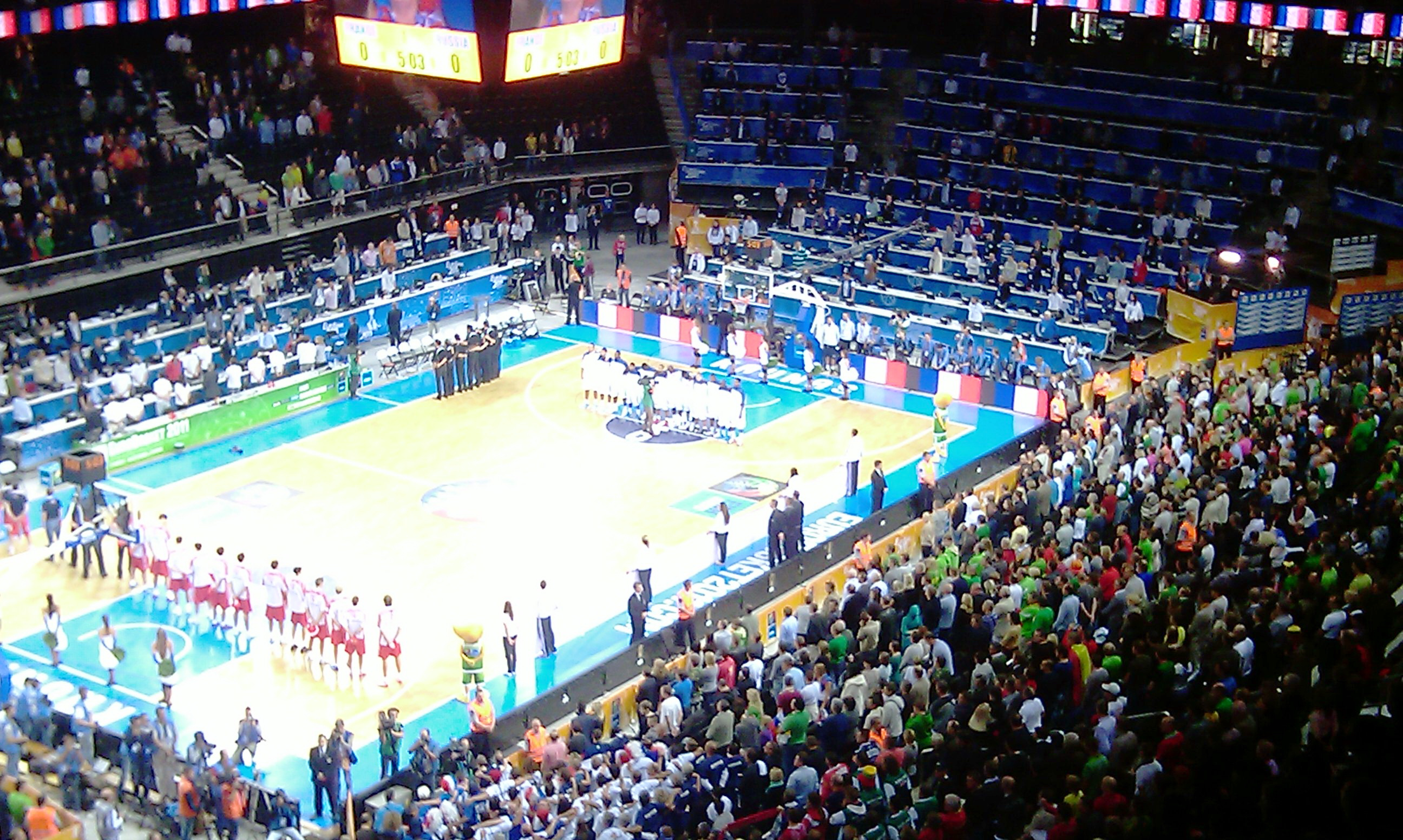
EM-semifinal mellan Frankrike-Ryssland

|  | Kvartsfinal | Kvartsfinal | Kvartsfinal |           |            | Semifinal | Semifinal | Semifinal |            |            | Final      | Final      | Final |
|  |             |             |             |           |            |           |           |           |            |            |            |            |       |
|  | E1          | Spanien     | 86          |           |            |           |           |           |            |            |            |            |       |
|  | F4          | Slovenien   | 64          |           |            |           |           |           |            |            |            |            |       |
|  | F4          | Slovenien   | 64          |           | E1         | Spanien   | 92        |           |            |            |            |            |       |
|  |             |             |             |           | E1         | Spanien   | 92        |           |            |            |            |            |       |
|  |             | F2          | Makedonien  | 80        |            |           |           |           |            |            |            |            |       |
|  | F2          | F2          | Makedonien  | 80        | Makedonien | 67        |           |           |            |            |            |            |       |
|  | F2          |             |             |           | Makedonien | 67        |           |           |            |            |            |            |       |
|  | E3          | Litauen     | 65          |           |            |           |           |           |            |            |            |            |       |
|  |             |             |             |           |            |           |           |           |            |            | E1         | Spanien    | 98    |
|  |             |             | E2          | Frankrike | 85         |           |           |           |            |            |            |            |       |
|  | F1          | Ryssland    | 77          |           |            |           |           |           |            |            |            |            |       |
|  | E4          | Serbien     | 67          |           |            |           |           |           |            |            |            |            |       |
|  | E4          | Serbien     | 67          |           | F1         | Ryssland  | 71        |           | Bronsmatch | Bronsmatch | Bronsmatch | Bronsmatch |       |
|  |             |             |             |           | F1         | Ryssland  | 71        |           | Bronsmatch | Bronsmatch | Bronsmatch | Bronsmatch |       |
|  |             | E2          | Frankrike   | 79        |            |           |           |           |            |            |            |            |       |
|  | E2          | E2          | Frankrike   | 79        | Frankrike  | 64        |           | F2        | Makedonien | 68         |            |            |       |
|  | E2          |             |             |           | Frankrike  | 64        |           | F2        | Makedonien | 68         |            |            |       |
|  | F3          | Grekland    | 56          |           |            |           |           |           |            |            | F1         | Ryssland   | 72    |

### Kvartsfinaler
| Onsdag 14 september 2011 kl 17:00 (CET) | Spanien                                                                                                 | 86 – 64 (16-23, 19-8, 36-14, 15-19) Matchrapport | Slovenien | Žalgiris Arena, Kaunas Publik: 11.000 |
| Onsdag 14 september 2011 kl 17:00 (CET) | Navarro 26, P. Gasol 19, Calderón 9, Ibaka 9, Fernandez 8, M. Gasol 7, Llull 3, Reyes 3, San Emeterio 2 |                                                  | G. Dragić 14, Begić 10, Lorbek 7, Jagodnik 6, Ozbolt 6, Smodis 6, Murić 4, Slokar 4, Laković 3, Z. Dragić 2, Rupnik 2 | Žalgiris Arena, Kaunas Publik: 11.000 |

| Onsdag 14 september 2011 kl 20:00 (CET) | Makedonien                                                                       | 67 – 65 (18-20, 12-14, 19-18, 18-13) Matchrapport | Litauen | Žalgiris Arena, Kaunas Publik: 15.000 |
| Onsdag 14 september 2011 kl 20:00 (CET) | McCalebb 23, V. Stojanovski 15, Ilievski 12, Antić 8, Samardziski 7, Chekovski 2 |                                                   | Javtokas 13, Songaila 12, Jasaitis 9, Kalnietis 9, Jasikevicius 7, Kaukenas 6, Jankunas 4, Valanciunas 3, Pocius 2 | Žalgiris Arena, Kaunas Publik: 15.000 |

| Torsdag 15 september 2011 kl 17:00 (CET) | Frankrike                                                              | 64 – 56 (14-17, 13-14, 13-12, 24-13) Matchrapport | Grekland                                                                                       | Žalgiris Arena, Kaunas Publik: 9.000 |
| Torsdag 15 september 2011 kl 17:00 (CET) | Parker 18, De Colo 16, Batum 15, Traore 6, Noah 5, Kahudi 2, Pietrus 2 |                                                   | Bourousis 17, Fotsis 9, Calathes 7, Kaimakoglou 6, Zisis 6, Koufos 5, Papanikolaou 4, Bramos 2 | Žalgiris Arena, Kaunas Publik: 9.000 |

| Torsdag 15 september 2011 kl 20:00 (CET) | Ryssland                                                                                                 | 77 – 67 (16-12, 18-15, 20-21, 23-19) Matchrapport | Serbien                                                                                   | Žalgiris Arena, Kaunas Publik: 11.500 |
| Torsdag 15 september 2011 kl 20:00 (CET) | Kirilenko 14, Khryapa 11, Vorontsevich 11, Shved 10, Fridzon 9, Mozgov 8, Monya 5, Ponkrashov 5, Bykov 4 |                                                   | Teodosić 20, Krstić 13, Savanović 9, Perović 7, Keselj 6, Bjelica 5, Mačvan 5, Marković 2 | Žalgiris Arena, Kaunas Publik: 11.500 |

### Semifinaler
| Fredag 16 september 2011 kl 16:30 (CET) | Spanien                                                                                   | 92 – 80 (26-18, 18-27, 27-17, 21-18) Matchrapport | Makedonien                                                                                          | Žalgiris Arena, Kaunas Publik: 11.000 |
| Fredag 16 september 2011 kl 16:30 (CET) | Navarro 35, P. Gasol 22, M. Gasol 11, Ibaka 11, Rubio 5, Calderón 3, Llull 3, Fernandez 2 |                                                   | McCalebb 25, Antić 17, Ilievski 15, Samardziski 12, V. Stojanovski 6, D. Stojanovski 3, Chekovski 2 | Žalgiris Arena, Kaunas Publik: 11.000 |

| Fredag 16 september 2011 kl 20:00 (CET) | Frankrike                                                                                 | 79 – 71 (17-16, 22-18, 16-13, 24-24) Matchrapport | Ryssland                                                                            | Žalgiris Arena, Kaunas Publik: 14.000 |
| Fredag 16 september 2011 kl 20:00 (CET) | Parker 22, Batum 19, De Colo 9, Traore 8, Noah 7, Diaw 6, Pietrus 4, Gelabale 2, Kahudi 2 |                                                   | Kirilenko 21, Mozgov 12, Khryapa 9, Monya 8, Bykov 7, Shved 7, Antonov 4, Fridzon 3 | Žalgiris Arena, Kaunas Publik: 14.000 |

### Bronsmatch
| Söndag 18 september 2011 kl 16:30 (CET) | Makedonien                                                                                     | 68 – 72 (13-17, 17-19, 20-16, 18-20) Matchrapport | Ryssland                                                                                   | Žalgiris Arena, Kaunas Publik: 11.000 |
| Söndag 18 september 2011 kl 16:30 (CET) | McCalebb 22, Ilievski 16, Antić 13, Samardziski 6, V. Stojanovski 5, Chekovski 4, Mirakovski 2 |                                                   | Kirilenko 18, Monya 10, Mosgov 10, Vorontsevich 10, Antonov 7, Fridzon 7, Bykov 5, Shved 5 | Žalgiris Arena, Kaunas Publik: 11.000 |

### Final
| Söndag 18 september 2011 kl 20:00 (CET) | Spanien                                                                                            | 98 – 85 (25-20, 25-21, 25-21, 23-23) Matchrapport | Frankrike | Žalgiris Arena, Kaunas Publik: 14.500 |
| Söndag 18 september 2011 kl 20:00 (CET) | Navarro 27, Calderón 17, P. Gasol 17, Fernandez 14, M. Gasol 11, Ibaka 4, Llull 4, Reyes 2, Sada 2 |                                                   | Parker 26, Diaw 12, Noah 11, Batum 10, Gelabale 8, Pietrus 4, Seraphin 4, Traore 4, Kahudi 3, De Colo 2, Albicy 1 | Žalgiris Arena, Kaunas Publik: 14.500 |

| Europamästare: Spaniens andra EM-titel |

## Placeringsmatcher

### 5:e – 8:e plats
| Torsdag 15 september 2011 kl 14:30 (CET) | Slovenien                                                                      | 77 – 80 (20-19, 13-25, 24-19, 20-17) Matchrapport | Litauen | Žalgiris Arena, Kaunas Publik: 11.000 |
| Torsdag 15 september 2011 kl 14:30 (CET) | G. Dragić 16, Lorbek 16, Begić 11, Z. Dragić 10, Ozbolt 9, Smodis 8, Laković 7 |                                                   | Kalnietis 17, Jasikevicius 12, Songaila 12, Kaukenas 10, Javtokas 9, Valanciunas 8, Pocius 6, Jasaitis 4, Jankunas 2 | Žalgiris Arena, Kaunas Publik: 11.000 |

| Fredag 16 september 2011 kl 14:00 (CET) | Grekland                                                                                         | 87 – 77 (34-8, 14-18, 16-22, 23-29) Matchrapport | Serbien                                                                                              | Žalgiris Arena, Kaunas Publik: 1.500 |
| Fredag 16 september 2011 kl 14:00 (CET) | Bourousis 27, Zisis 18, Fotsis 16, Calathes 10, Bramos 6, Koufos 4, Papanikolaou 4, Mavroeidis 2 |                                                  | Keselj 22, Krstić 15, Mačvan 14, Savanović 9, Teodosić 6, Marković 4, Paunić 3, Bjelica 2, Perović 2 | Žalgiris Arena, Kaunas Publik: 1.500 |

### Match om sjunde plats
| Lördag 17 september 2011 kl 17:00 (CET) | Slovenien                                                                             | 72 – 68 (27-20, 17-19, 20-12, 8-17) Matchrapport | Serbien                                                                                         | Žalgiris Arena, Kaunas Publik: 5.000 |
| Lördag 17 september 2011 kl 17:00 (CET) | G. Dragić 21, Laković 15, Ozbolt 9, Lorbek 8, Murić 8, Z. Dragić 6, Smodis 3, Begić 2 |                                                  | Perović 13, Bjelica 12, Mačvan 12, Savanović 12, Marković 9, Keselj 5, Teodosić 3, Marjanović 2 | Žalgiris Arena, Kaunas Publik: 5.000 |

### Match om femte plats
| Lördag 17 september 2011 kl 20:00 (CET) | Litauen                                                                                 | 73 – 69 (14-20, 18-17, 24-11, 17-21) Matchrapport | Grekland                                                                       | Žalgiris Arena, Kaunas Publik: 14.000 |
| Lördag 17 september 2011 kl 20:00 (CET) | Pocius 13, Songaila 12, Kalnietis 11, Jankunas 10, Javtokas 10, Kaukenas 10, Jasaitis 7 |                                                   | Calathes 16, Koufos 14, Fotsis 13, Vasileiadis 13, Papanikolaou 9, Bourousis 4 | Žalgiris Arena, Kaunas Publik: 14.000 |

## Slutställning
| 1  | Spanien                 |
| 2  | Frankrike               |
| 3  | Ryssland                |
| 4  | Makedonien              |
| 5  | Litauen                 |
| 6  | Grekland                |
| 7  | Slovenien               |
| 8  | Serbien                 |
| 9  | Tyskland                |
| 9  | Finland                 |
| 11 | Turkiet                 |
| 11 | Georgien                |
| 13 | Bulgarien               |
| 13 | Kroatien                |
| 13 | Israel                  |
| 13 | Storbritannien          |
| 17 | Bosnien och Hercegovina |
| 17 | Italien                 |
| 17 | Polen                   |
| 17 | Ukraina                 |
| 21 | Belgien                 |
| 21 | Lettland                |
| 21 | Montenegro              |
| 21 | Portugal                |